# Petras Gintalas
Petras Gintalas (* 23. April 1945 in Telšiai) ist ein litauischer Skulptor und Medailleur, Professor.

## Leben
Ab 1951 lernte er an der Žemaitė-Mittelschule in Telšiai, ab 1952 lebte in Palanga. Nach dem Abitur 1963 an der Mittelschule Palanga absolvierte er 1969 das Diplomstudium am Lietuvos dailės institutas. Von 1968 bis 1970 war er Designer in der Filiale Vilnius am Institut für technische Estetik. Ab 1986 lehrt er an der höheren Schule für angewandte Kunst Telšiai (ab 2003 Fakultät von Žemaitijos kolegija), seit 1998 auch an der Abteilung Telšiai der Vilniaus dailės akademija, ab 1999 Direktor, ab 2003 Dekan der Fakultät Telšiai.
Seine Werke hat Lietuvos dailės muziejus, Nacionalinis Čiurlionio dailės muziejus, Žemaičių muziejus Alka, K. Donelaitis-Museum, British Museum.